# Blahodatne (raïon de Volnovakha)
Pour les articles homonymes, voir Blahodatne.
Blahodatne (ukrainien : Благодатне, russe : Благодатное, Blagodatnoïe) est une commune urbaine de l'oblast de Donetsk, en Ukraine. Elle dépend du raïon de Volnovakha et de la communauté territoriale d'Olhynka. Elle compte 1 063 habitants en 2021.

## Géographie
Le village se trouve au bord de la rivière Kachlahatch, affluent droit de la rivière Mokri Yaly, puis de la rivière Vovtcha et de la Samara dans le système hydrologique du fleuve Dniepr, à 12 km au nord-ouest de Volnovakha et à 43 km au sud-ouest de Donetsk. Elle est limitrophe au sud de la commune de Hrafske, et au nord de celle de Volodymyrivka. La gare de chemin de fer de Velikoanadol (sur la ligne qui relie Donetsk à Marioupol) est à 6 km.

## Histoire
Le village est fondé en 1840 sous le nom de Blagodatnoïé (ce qui signifie « gracieux »). Il reçoit son statut de commune villageoise de type urbain en 1938. Son kolkhoze principal cultive plus de deux mille hectares. Pendant la Grande Guerre patriotique, 240 habitants partent pour le front et 120 y trouvent la mort. Il atteint un pic de population en 1959 avec 2 200 habitants. Le nombre d'habitants est de 1 204 en 2011.